# تهاتر
برطرف شدن یا حذف دو دِین متقابل تا اندازه‌ای که با هم برابری کنند، تَهاتُر یا پابه‌پا کردن نام دارد.
به عبارت دیگر، تهاتر عبارت است از تساقط دو دین یا دو مجموع دیونی که دو شخص در برابر یکدیگر به عهده دارند تا میزان کمترین آن دو.  تهاتر در حکم تادیه دین و ایفای تعهد است؛ زیرا، با تحقق آن، بستانکار به حق خود می‌رسد و ذمه بدهکار نسبت به دین بری می‌گردد.
تهاتر قهری است و در تحقق آن اراده هیچ‌یک از دو مدیون، دخالت ندارد. پس تهاتر در زمره وقایع حقوقی قرار می‌گیرد.
اگر هم در برخی از موارد سخن از تهاتر قراردادی به میان می‌آید، آن نیز تهاتر قهری است؛ با این وصف که چون موانعی در شروط تحقق تهاتر در میان هست و بدهکاران مجاز به از میان برداشتن این موانع با توافق یک‌دیگر هستند، پس این تهاتر را از این رو قراردادی می‌نامند که تهاتر قهری، شرط متحقق نتیجهٔ یک قرارداد است که برداشتن موانع تهاتر قهری از ارکان آن است.
حتی تهاتر قضایی نیز در واقع، تهاتر قهری است و آن به این گونه است که تصمیمی قضایی، منجر به تحقق شرایط حصول تهاتر قهری می‌گردد و به گفتهٔ دیگر، اعلام قضایی تهاتر قهری است.
گفته شده که ۳۰ درصد از تجارت دنیا با سازوکار تهاتری انجام می‌شود.
نکته: بین دو دین موجل که سررسید آن‌ها یکی است تهاتر حاصل می‌شود و لزومی ندارد که دو دین از آغاز حال یا دارای دو اجل یکسان باشند؛ کافی است در زمان تهاتر هر دو دین حال قابل مطالبه باشد.

## تهاتر در قانون ایران
گرچه قانونگذار ایران تهاتر را یکی از اسباب سقوط تعهدات به شمار آورده و برخی آن را تساقط دو دِین متقابل دانسته‌اند، ولی از نظر تحلیلی حذف دو دین متقابل به معنی اجرای هر دو تعهد است نه سقوط آنها زیرا هر طلبکار در برابر از دست دادن حقی که دارد ارزش معادل آن را به دست می‌آورد و از بار تعهد او کاسته می‌شود یعنی نخست هر دو تعهد اجرا می‌شود و زوال یا تساقط تعهد، اثر با واسطه تهاتر و نتیجه رسیدن به هدف نهایی آن است.

### شرایط تهاتر
1. بدهکار و طلبکار شدن دو شخص در برابر هم[۹]
2. یکی بودن جنس دو دِین. چنانچه یکی از دو دِین به ریال و دیگری به دلار باشد، تهاتر ایجاد نمی‌شود.
3. کلی بودن دو دین. برای تحقق تهاتر لازم است که هر دو دِین کلی یعنی صادق بر افراد عدیده باشند و گرنه بین دو دِینی که موضوع یکی یا هر دو عین معین است تهاتر ایجاد نمی‌شود.
4. یکی بودن زمان و مکان مطالبه دو دِین.

## نمونه ها
- هند در تجارت با تانزانیا تراز تجاری نزدیک به صفر دارد و به میزان ۲.۶ میلیارد دلار صادرات و به همین میزان واردات صورت می گیرد.[۱۰]